# Ростест
«Ростест-Москва» — российская организация в сфере практической метрологии, сертификации и лабораторных испытаний.

## История
Ведет историю с созданной в 1900 году Д. И. Менделеевым Московской поверочной палатки. После выделения в 1973 году в отдельную организацию проверочных лабораторий из структуры Всесоюзного научно-исследовательского института метрологической службы (ВНИИМС) началось развитие самого крупного в СССР центра испытаний. На его основе в начале 1990-х создан один из первых в России органов сертификации продукции, услуг и систем качества, получивший аккредитацию в системе ГОСТ Р.
Основные направления метрологии: калибровка, поверка, утверждение типа средств измерений, аттестация методик измерений и оборудования для проведения испытаний, обеспечение и поддержание единства измерений во многих сферах деятельности (промышленности, системах связи, здравоохранении, обороне, торговле, в сфере учета различных ресурсов — электроэнергии, воды, газа).
На метрологическом обслуживании Ростест-Москва находится свыше 25 тысяч предприятий. Метрологическая база состоит из 2000 средств поверки, фонда методик поверки, в штате центра 400 аттестованных поверителей. Ежегодно поверку проходят около 2,5 миллионов средств измерений. Имеет развитую эталонную базу, около 500 испытательных стендов, установок и приборов.

### Этапы развития
- 10 сентября 1973 год — дата основания Московского центра стандартизации и метрологии (МЦСМ).
- 1992 год — Московский центр стандартизации и метрологи переименован в Российский центр испытаний и сертификации (Ростест-Москва).
- 1992 год — начал работу Испытательный центр продуктов питания и продовольственного сырья.
- 1994 год — Российский центр испытаний и сертификации объявлен территориальным (Московским) органом Госстандарта России[2].
- 1995 год — была создана и получила первую аккредитацию Испытательная лаборатория технических средств по параметрам электромагнитной совместимости (ЭМС).
- 2001 год — создание Московского института экспертизы и испытаний, где ЗАО «Ростест» выступает в качестве учредителя.
- 2002 год — вышел первый номер газеты «Московский тест».
- 2006 год — создана Испытательная лаборатория по определению генетически модифицированных источников (ГМИ).
- 2007 год — начало выполнения работ по сертификации систем менеджмента безопасности пищевых продуктов на соответствие требованиям международному стандарту ИСО 22000.
- 16 сентября 2011 год — реорганизация в ФБУ «Ростест-Москва».

## Деятельность

Знак соответствия при обязательной сертификации по ГОСТ Р 50460-92

Ростест-Москва проводит сертификацию в двух системах: ГОСТ Р и «Ростест-Качество». Ростест имеет аккредитацию для проведения оценки соответствия в системах обязательной и добровольной сертификации ГОСТ Р.
Фирменные обозначения, публикуемые на знаке РСТ (знаке соответствия товаров российскому ГОСТ), для продукции, которая прошла оценку соответствия в Ростест с получением сертификата, могут быть только следующие:
- РТ 01 — для промышленной продукции;
- ПР 71 — для пищевой продукции;
- У 300 — для услуг.

Ростест осуществляет сертификацию систем менеджмента качества на выполнение требований ГОСТ Р ИСО 9001 СЭМ (систем экологического менеджмента), на соответствие ИСО 14001; систем менеджмента профессионального здоровья и безопасности по стандарту OHSAS 18001 / ГОСТ Р 12.0.006; систем менеджмента безопасности пищевых продуктов предприятий на исполнение стандарта ГОСТ Р ИСО 22000-2007; интегрированных систем предприятий.

### Добровольная система сертификации «Ростест-Качество»
Система добровольной сертификации продукции «Ростест-Качество» зарегистрирована 13 февраля 2003 года. Сертификация предусматривает проведение испытаний в лабораториях Ростеста. Получение сертификата в системе дает право маркировать продукцию знаком системы «Ростест-Качество».

### Экспертные и конкурсные программы
Специалисты «Ростест-Москва» проводят работы по экспертному сопровождению многих российских конкурсов, где по результатам экспертиз присуждаются такие знаки и звания, как знак «Ростест-качество», «Знак качества XXI века», знак «100 лучших товаров России», знак качества «Лучшее — детям!», «Знак качества средств измерений, испытательного и лабораторного оборудования», знак «Лучшая продукция малого бизнеса: оборудование и услуги», знак «За обеспечение высокой точности измерений в аналитической химии» и другие.
В связи с социальной важностью экспертиз безопасности и качества продуктов, «Ростест» участвует в ряде телепроектов, например, «Контрольная закупка», «Среда обитания», «ОТК», радиорепортажах, газетных и журнальных публикациях.